# Maltesische Badmintonmeisterschaft 2024
Die Maltesische Badmintonmeisterschaft 2024 fand vom 10. bis zum 11. Februar 2024 in Cottonera statt.

## Sieger und Platzierte
| Disziplin    | Gold                          | Silber                        | Bronze                            |
| ------------ | ----------------------------- | ----------------------------- | --------------------------------- |
| Herreneinzel | Samuel Cassar                 | Matthew Abela                 | Mark Abela                        |
| Herreneinzel | Samuel Cassar                 | Matthew Abela                 | Nigel Degaetano                   |
| Dameneinzel  | Francesca Clark               | Lauren Azzopardi              | Emily Abela                       |
| Dameneinzel  | Francesca Clark               | Lauren Azzopardi              | Martina Clark                     |
| Herrendoppel | Mark Abela Samuel Cassar      | Matthew Abela Matthew Galea   | Samuel Calì Nigel Degaetano       |
| Herrendoppel | Mark Abela Samuel Cassar      | Matthew Abela Matthew Galea   | Juan Casaru Jeremy Mark Gatt      |
| Damendoppel  | Lauren Azzopardi Elenia Haber | Francesca Clark Martina Clark | Jade Fenech Julia Galea           |
| Damendoppel  | Lauren Azzopardi Elenia Haber | Francesca Clark Martina Clark | Sarah Azzopardi Ann Marie Bezzina |
| Mixed        | Samuel Cassar Francesca Clark | Matthew Abela Elenia Haber    | Nigel Degaetano Lauren Azzopardi  |
| Mixed        | Samuel Cassar Francesca Clark | Matthew Abela Elenia Haber    | Jeremy Mark Gatt Martina Clark    |